# Genbrug
|  | Genbrug kan også omfatte recirkulering - at bruge materiale fra affald som råstof til at producere nye varer. |
Genbrug er dét at bruge den samme ting igen i sin oprindelige form.
Bredt i folks opfattelse dækker genbrug dog både over egentlig genbrug og recirkulering af materialer.
På engelsk/amerikansk har man i årevis haft et mantra, der lød "Reduce, reuse, recycle". Altså reducér, genbrug, recirkulér. Deri opfordres til først af alt at begrænse forbrugskøb (og i visse tilfælde er "reducér" møntet på emballagemængden, derefter at bruge tingen til den ikke kan bruges mere af nogen, og til sidst til at bortskaffe den på en måde så materialerne kan bruges til andre formål.
Store mængder af menneskeskabt affald kasseres hver dag, selvom det ikke fejler noget, eller kun har mindre fejl som andre godt kunne leve med. For eksempel et bord der har fået en ridse, eller lamper der kasseres uden fejl til fordel for en nyere og smartere model.

## At bruge samme ting igen
- Ved at vedligeholde frem for at købe nyt.
- Ved at overtage brugte ting fra andre, eventuelt gennem en genbrugsbutik
- Ved at "klunse", dvs. finde noget, andre har kasseret, som sagtens kan bruges igen, måske i en helt anden sammenhæng, end det var beregnet til.

Disse forskellige holdninger kan illustreres ved en brugt bil:
- De første beholder deres bil og reparerer den, indtil den er helt slidt op
- De næste køber en brugt bil enten direkte af ejeren eller gennem en bilforhandler
- De sidste leder hos en autoophugger efter den reservedel, som passer til en bestemt bil